# Tumling
En tumling er et stykke legetøj, der retter sig selv op, når det væltes. Den nederste del af en tumling er rund, omtrent som en hemisfære, mens den indeni oftest er hul og med en vægt i bunden. Normalt befinder massemidtpunktet for vægten sig under midtpunktet for hemisfæren og sørger for, at tumlingen trods sin runde bund bliver stående. Selv det mindste forsøg på at vælte en tumling vil imidlertid medføre, at massemidtpunktet bliver løftet. Men da tyngdekraften samtidig trækker vægten nedad bliver resultatet, at tumlingen i stedet for at vælte vil vakle nogle sekunder, før vægten atter trækker den tilbage til lodret stilling.
Legetøjet kan forestille en person, et dyr eller alt mulig andet. Tumlinger findes i en række forskellige udseender i forskellige kulturer: okiagari-koboshi og visse typer daruma fra Japan, nevаlashka eller vanka-vstanka fra Rusland, og Playskool's Weebles. Det japanske ord okiagari betyder at stå op (oki) og rejse sig (agari). Legetøjets karakteristika med at rette sig selv op er med tiden kommet til at symbolisere evnen til at have succes, overkomme modgang og komme sig over uheld.
Traditionelle kinesiske eksempler er hule lerfigurer af buttede børn, men "mange kinesiske folkelige kunstnere laver deres tumlinger som afbildninger af klovneagtige mandariner, som de tager sig ud på en scene; på denne måde gør de nar af bureaukraternes ineffektivitet og kluntethed."
Ordet tumling bruges også om børn i alderen 12-24 måneder. En legetøjsfabrikant anbefaler da også netop legetøjet til små børn, der er ved at udvikle deres motorik; et barn kan slå til det, uden at det ruller væk.
I Enid Blytons historier om Noddy optræder figurerne Mr. and Mrs Wobblyman, der er baseret på tumlinger.